# اچ‌ام‌اس نیوزیلند (۱۹۱۱)
HMS نیوزیلند یکی از سه کشتی ساخته شده برای دفاع از امپراطوری بریتانیا. در سال ۱۹۱۱ که بودجه آن توسط دولت نیوزیلند به عنوان هدیه به انگلستان ساخته شده بود و در سال ۱۹۱۲ نیروی دریایی سلطنتی از ان کشتی استفاده نموده است.
در سال ۱۹۱۳ به نیوزیلند فرستاده شد در شروع جنگ جهانی اول به عنوان بخشی ازناوگان بزرگ نیروی دریایی سلطنتی، در جنگ‌های مختلف شرکت کرد توسط آتش دشمن تنها یک بار آسیب دید و به عنوان یک «کشتی خوش شانس» ملقب گردید.

## Citations
1. 1 2 3 4 5 6 7 8 9  Burt, p. 91.